# Градът 44
„Градът 44“ (на полски: Miasto 44) е полски игрален филм на режисьора Ян Комаса. Премиерата му е на 19 септември 2014 година.
Действието се разиграва по време на Варшавското въстание (1944).

## В ролите
- Юзеф Павловски като Стефан Завадзки
- Зофия Вихлач като Алиця „Бедронка“
- Анна Прухняк като Кама
- Антони Круликовски като Владек „Бекса“
- Маурици Попел като „Гурал“
- Филип Гурлач като „Рогал“